# 西德曼戰役
西德曼戰役發生於1798年10月7日，是拿破崙遠征埃及中的一場戰役，埃及軍隊在金字塔戰役戰敗後撤退，由路易·德賽將軍率領的部隊向南追擊，並於西德曼附近雙方相遇。穆拉德贝伊嘗試了些新戰術但失敗，被迫繼續逃往南方。

## 註腳
1. 1 2  Clodfelter 2017，第106頁.
2. ↑  Bernède et al. 1998，第61頁
3. 1 2  Pigeard 2004
4. ↑  Bernède et al. 1998，第63頁
5. ↑  Smith 1998，第141頁
6. 1 2  [.   [2022-02-16]. （原始内容存档于2016-03-12）. Adrien Pascal, Les bulletins de la Grande Armée, tome 1, p. 175.]